# Станіславчук Микола Адамович
Мико́ла Ада́мович Станіславчу́к (нар. 6 січня 1954 року в с. Лозна Уланівського (нині Хмільницького) району) Вінницької області — завідувач кафедри факультетської терапії (Внутрішньої медицини № 1) Вінницького національного медичного університету ім М. І. Пирогова, професор, доктор медичних наук.

## Життєпис
Микола Адамович Станіславчук народився 6 січня 1954 року в с. Лозна Вінницької області, Уланівського (нині Хмільницького) району. Після закінчення школи у 1969 році, вступив до Вінницького медичного училища ім. Д. К. Заболотного, яке закінчив у 1973 році. Після закінчення училища працював фельдшером в рідному селі, звідки і був призваний на військову службу. Під час перебування в армії служив фельдшером, старшиною роти, а після демобілізації вступив до Вінницького медичного інституту ім. М. І. Пирогова, де завершив навчання у 1981 році.
В 1985—1987 роках навчався в клінічній ординатурі при кафедрі факультетської терапії Вінницького державного медичного інституту ім. М. І. Пирогова.

## Професійна діяльність
1981—1982 — проходив інтернатуру у Вінницькій міській лікарні № 2 та Хмельницькій ЦРЛ.
1982—1984 — кардіоревматолог у Хмельницькій районній лікарні.
1984—1985 — завідувач терапевтичного відділення Хмільницької районної лікарні.
1985—1987 — клінічний ординатор кафедри внутрішніх хвороб Вінницького медичного інституту.
1987—1991 — ординатор ревматологічного відділення Хмільницької обласної лікарні.
1991—1998 — асистент кафедри факультетської терапії Вінницького медичного інституту, захистив кандидатську дисертацію.
1997 — захистив докторську дисертацію.
1998—2001 — доцент кафедри факультетської терапії Вінницького державного медичного університету.
2001—2006 — професор кафедри факультетської терапії Вінницького державного медичного університету.
2006 — завідувач кафедри факультетської терапії (Внутрішньої медицини № 1) Вінницького національного медичного університету.

## Звання та нагороди
Медаль «Академіка М. Д. Стражеска» Національної Академії медичних наук України.
Почесна грамота Кабінету Міністрів України та Почесна грамота Верховної Ради України.

## Наукова, педагогічна та навчально-методична робота
Микола Адамович — висококваліфікований спеціаліст з терапії. Його лекції відзначаються глибиною, повнотою викладення матеріалу, ораторською майстерністю та користуються успіхом серед студентів та лікарів.
Професор тримає високий рейтинг професіоналізму: щотижня робить обходи в ревматологічному відділенні, щодня консультує пацієнтів, часто з важко діагностованими або рідкісними захворюваннями.
Під керівництвом проф. Станіславчука М. А. виконано і захищено 27 кандидатських дисертацій. Основний науковий напрямок — розробка нових підходів до діагностики та лікування основних ревматичних захворювань. Науковий доробок складає більше 300 наукових праць, опублікованих в вітчизняних та зарубіжних виданнях. Є автором та співавтором 13 посібників, 3 монографій, двох підручників. З науковими доповідями брав участь в роботі багатьох вітчизняних та міжнародних конгресів, у тому числі в Британському, Скандинавському, Європейському та Американському ревматологічних конгресах. Є членом двох спеціалізованих вчених рад з захисту докторських та кандидатських дисертацій, членом редколегії 3-х наукових журналів, членом правління Асоціації ревматологів України. Заснував Український науково-консультативний центр імунобіологічної терапії на базі ревматологічного відділення Вінницької обласної клінічної лікарні ім. М. І. Пирогова та Вінницьку обласну школу ревматолога.